# Pandémie de Covid-19 en Albanie
La pandémie de Covid-19 en Albanie démarre officiellement le 9 mars 2020. À la date du 5 novembre 2022, le bilan est de 3 592 morts.

## Chronologie
Les deux premiers cas de Covid-19 en Albanie sont signalés le 9 mars 2020. Il s'agit d'un père et son fils revenus d'un séjour en Italie.

## Statistiques

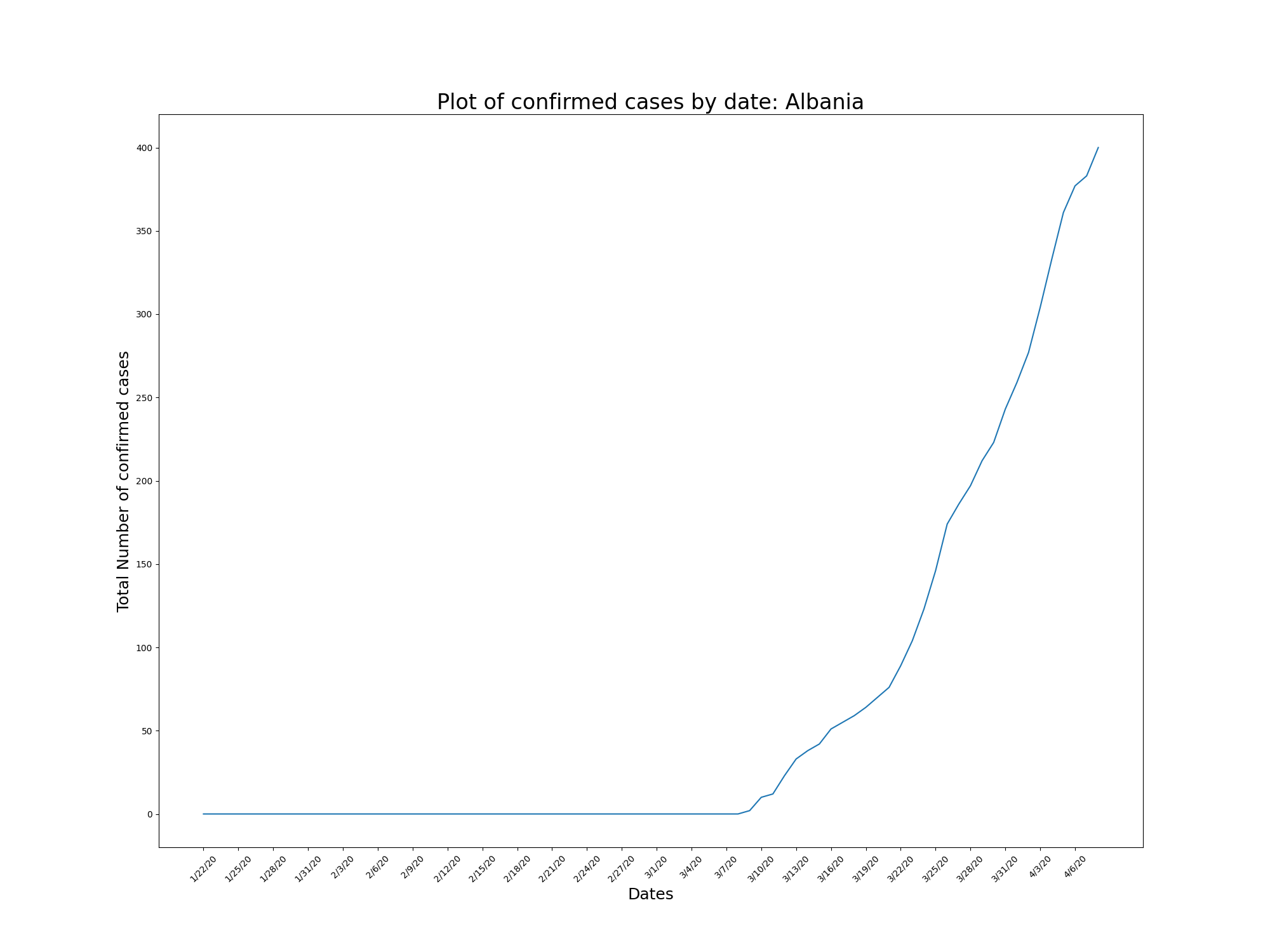
Nombre de cas en Albanie depuis le début de l'épidémie.

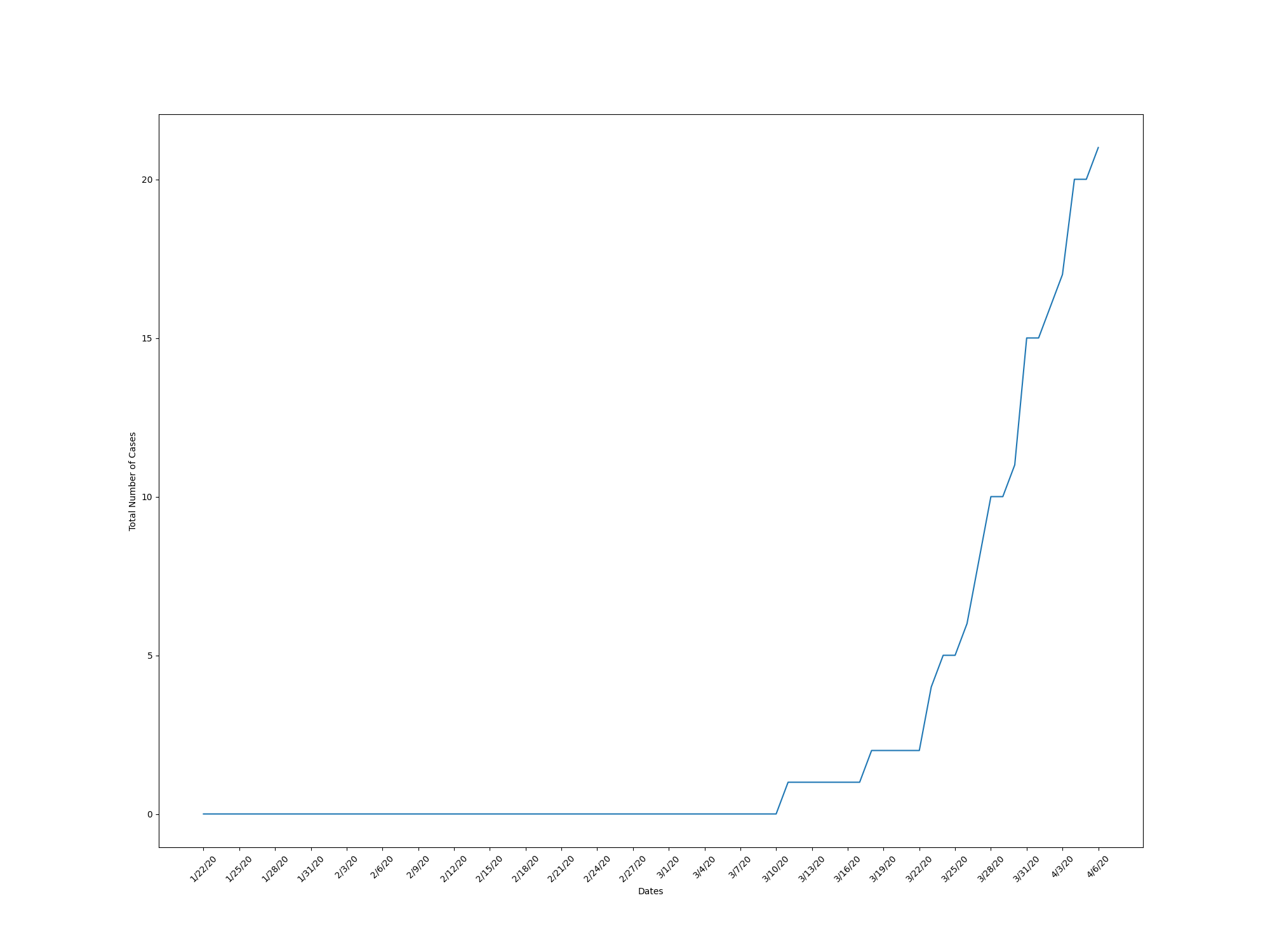
Nombre de morts en Albanie depuis le début de l'épidémie.